# Masters of Reality
I Masters of Reality sono un gruppo musicale stoner rock statunitense che prende il nome dall'omonimo album Master of Reality dei Black Sabbath. Il gruppo si forma nel 1981 grazie al chitarrista, cantante e produttore Chris Goss, ed a Tim Harrington, a Syracuse, New York, e fa parte della scena di Palm Desert, che include gruppi come, tra gli altri, i Kyuss ed i Queens of the Stone Age.

## Storia del gruppo
Dopo che la prima formazione (che consisteva in Chris Goss, Tim Harrington, Vinnie Ludovico e Googe)   si divise nel 1989, la formazione del gruppo si sviluppò con alternanza di componenti. Tra gli altri, si unì al gruppo per la realizzazione del secondo album Sunrise on the Sufferbus del 1993 l'ex batterista dei Cream, Ginger Baker. Nonostante il gruppo fosse entrato nella top 10 delle classifiche statunitensi con il singolo She Got Me (When She Got Her Dress On), Baker lasciò un anno dopo. Venne sostituito da Victor Indrizzo, che al tempo era batterista dei Circus of Power.
La connessione di Goss con i Queens of the Stone Age risulterà nel CD realizzato in collaborazione con questi ultimi, Deep in the Hole del 2001, e due anni dopo, nella realizzazione dell'album del vivo Flak 'n' Flight.
La musica dei Masters of Reality ha nel tempo spaziato dallo stoner rock/metal al rock progressivo, all'art rock fino alla musica pop.

## Formazione

### Attuale
- Chris Goss - voce, chitarra
- Josh Urist - chitarra
- Paul Powell - basso
- John Leamy - batteria

## Discografia
Album in studio
- 1988 - Masters of Reality (uscito in Europa come The Blue Garden)
- 1992 - Sunrise on the Sufferbus
- 1999 - Welcome to the Western Lodge
- 2001 - Deep in the Hole
- 2004 - Give us Barabbas
- 2009 - Pine-Cross Dover

Live
- 1997 - How High the Moon: Live at the Viper Room
- 2002 - Flak 'n' Flight
- 2002 - Reality Show

## Chris Goss
Chris Goss, oltre ad essere il leader del gruppo, è anche un importante produttore. Tra i gruppi da lui prodotti ricordiamo Kyuss, Soulwax, Melissa Auf der Maur, Queens of the Stone Age, Slo Burn ed altri ancora.

### Artisti da lui prodotti o co-prodotti
- Kyuss
- The Eighties Matchbox B-Line Disaster
- The Flys
- Masters of Reality
- Nebula
- Melissa Auf der Maur
- Queens of the Stone Age
- Soulwax
- Slo Burn

### Album prodotti
- 1996 - Dust - Screaming Trees
- 1998 - Queens of the Stone Age - Queens of the Stone Age
- 2000 - Spirit\Light\Speed - Ian Astbury
- 2000 - Cocaine Rodeo - Mondo Generator
- 2000 - Rated R - Queens of the Stone Age
- 2002 - Songs for the Deaf - Queens of the Stone Age
- 2003 - Vol. 9&10 - The Desert Sessions
- 2003 - Here Comes that Weird Chill - Mark Lanegan Band
- 2004 - Auf der Maur - Melissa Auf der Maur
- 2005 - I Got a Brand New Egg-Laying Machine - Goon Moon
- 2005 - Lullabies to Paralyze - Queens of the Stone Age
- 2010 - Out of Our Minds – Melissa Auf der Maur